# 비 판정법
미적분학에서 비 판정법(比判定法, 영어: ratio test) 또는 달랑베르 비 판정법(영어: d'Alembert's ratio test) 또는 코시 비 판정법(영어: Cauchy ratio test)은 양의 실수 항의 급수의 수렴 여부를 가리는 수렴 판정법이다. 실수 항의 급수의 절대 수렴 여부를 판단할 수도 있다. 이웃하는 두 항의 비의 극한을 사용한다. 공비에 따른 기하급수의 수렴 여부에 기반한다. 다른 급수를 “표준 급수”로 삼아 더 정교한 판정법을 만들 수 있다. 그러나 이렇게 만든 판정법은 모든 급수에 대하여 유효할 수 없다. 즉, 임의의 급수에 대하여, 이 급수에 기반한 판정법이 효력을 잃는 급수를 구성할 수 있다.

## 정의와 증명
양의 실수 항 급수 {\displaystyle \sum _{n=0}^{\infty }a_{n}}가 주어졌다고 하자 ({\displaystyle a_{n}>0\forall n\geq 0}). 또한, 극한
{\displaystyle L=\lim _{n\to \infty }{\frac {a_{n+1}}{a_{n}}}\in [0,\infty ]}
가 존재한다고 하자. 비 판정법에 따르면, 다음이 성립한다.
- 만약 {\displaystyle L<1}이라면, {\displaystyle \sum _{n=0}^{\infty }a_{n}}은 수렴한다.
- 만약 {\displaystyle L>1}이라면, {\displaystyle \sum _{n=0}^{\infty }a_{n}}은 발산한다.

증명:
만약 {\displaystyle L<1}이며, {\displaystyle L<q<1}이라면, 어떤 {\displaystyle N\geq 0} 및 임의의 {\displaystyle n\geq N}에 대하여
{\displaystyle {\frac {a_{n+1}}{a_{n}}}<q}
이다. 따라서 임의의 {\displaystyle n\geq N}에 대하여,
{\displaystyle a_{n}=a_{N}\cdot {\frac {a_{N+1}}{a_{N}}}\cdot {\frac {a_{N+2}}{a_{N+1}}}\cdot \cdots \cdot {\frac {a_{n}}{a_{n-1}}}\leq a_{N}q^{n-N}}
이다. {\displaystyle 0\leq q<1}이므로, 기하급수 {\displaystyle \sum _{n=0}^{\infty }q^{n}}은 수렴한다. 비교 판정법에 따라, 급수 {\displaystyle \sum _{n=0}^{\infty }a_{n}}은 수렴한다.
만약 {\displaystyle L>1}이라면, 어떤 {\displaystyle N\geq 0} 및 임의의 {\displaystyle n\geq N}에 대하여
{\displaystyle {\frac {a_{n+1}}{a_{n}}}>1}
이다. 즉, {\displaystyle (a_{N},a_{N+1},\dots )}은 양의 실수의 증가수열이며, 특히 0으로 수렴할 수 없다. 따라서, 급수 {\displaystyle \sum _{n=0}^{\infty }a_{n}}은 발산한다.
보다 일반적으로, 양의 실수 항 급수 {\displaystyle \sum _{n=0}^{\infty }a_{n}}가 주어졌다고 하자 ({\displaystyle a_{n}>0\forall n\geq 0}). 또한,
{\displaystyle R=\limsup _{n\to \infty }{\frac {a_{n+1}}{a_{n}}}\in [0,\infty ]}
{\displaystyle r=\liminf _{n\to \infty }{\frac {a_{n+1}}{a_{n}}}\in [0,\infty ]}
라고 하자 (이는 항상 존재하며, 항상 {\displaystyle r\leq R}이다). 비 판정법에 따르면, 다음이 성립한다.
- 만약 {\displaystyle R<1}이라면, {\displaystyle \sum _{n=0}^{\infty }a_{n}}은 수렴한다.
- 만약 {\displaystyle r>1}이라면, {\displaystyle \sum _{n=0}^{\infty }a_{n}}은 발산한다.

만약 극한 {\displaystyle L}이 존재한다면 {\displaystyle L=R=r}이다. 따라서 후자가 더 일반적인 결과다. 만약 {\displaystyle r\leq 1\leq R}이라면 (특히, 만약 {\displaystyle L=1}이라면), 비 판정법을 적용할 수 없으므로 다른 방법을 사용하여야 한다. 만약 충분히 큰 {\displaystyle n}에 대하여 {\displaystyle {\frac {a_{n+1}}{a_{n}}}\geq 1}이라면, {\displaystyle \lim _{n\to \infty }a_{n}=0}일 수 없으므로 {\displaystyle \sum _{n=0}^{\infty }a_{n}}은 발산한다. (만약 {\displaystyle r>1}이라면 이 조건이 성립한다. 만약 이 조건이 성립한다면 {\displaystyle r\geq 1}이지만, {\displaystyle r>1}일 필요는 없다.) 근 판정법이나 라베 판정법 등 더 정교한 방법을 사용할 수도 있다.
증명:
만약 {\displaystyle R<1}이며, {\displaystyle R<q<1}이라면, 어떤 {\displaystyle N\geq 0} 및 임의의 {\displaystyle n\geq N}에 대하여
{\displaystyle {\frac {a_{n+1}}{a_{n}}}<q}
이다. 따라서 임의의 {\displaystyle n\geq N}에 대하여,
{\displaystyle a_{n}=a_{N}\cdot {\frac {a_{N+1}}{a_{N}}}\cdot {\frac {a_{N+2}}{a_{N+1}}}\cdot \cdots \cdot {\frac {a_{n}}{a_{n-1}}}\leq a_{N}q^{n-N}}
이다. {\displaystyle 0\leq q<1}이므로, 기하급수 {\displaystyle \sum _{n=0}^{\infty }q^{n}}은 수렴한다. 비교 판정법에 따라, 급수 {\displaystyle \sum _{n=0}^{\infty }a_{n}}은 수렴한다.
만약 {\displaystyle r>1}이라면, 어떤 {\displaystyle N\geq 0} 및 임의의 {\displaystyle n\geq N}에 대하여
{\displaystyle {\frac {a_{n+1}}{a_{n}}}>1}
이다. 즉, {\displaystyle (a_{N},a_{N+1},\dots )}은 양의 실수의 증가수열이며, 특히 0으로 수렴할 수 없다. 따라서, 급수 {\displaystyle \sum _{n=0}^{\infty }a_{n}}은 발산한다.

## 예

### 수렴급수
급수 {\displaystyle \sum _{n=1}^{\infty }{\frac {n}{2^{n}}}}을 생각하자. {\displaystyle a_{n}={\frac {n}{2^{n}}}}이라고 하자. 이웃하는 두 항의 비의 극한은
{\displaystyle L=\lim _{n\to \infty }{\frac {a_{n+1}}{a_{n}}}=\lim _{n\to \infty }\left({\frac {n+1}{2^{n+1}}}\cdot {\frac {2^{n}}{n}}\right)=\lim _{n\to \infty }{\frac {n+1}{2n}}={\frac {1}{2}}<1}
이다. 비 판정법에 의하여, 이 급수는 수렴한다.
급수 {\displaystyle \sum _{n=1}^{\infty }{\frac {2^{n}n!}{n^{n}}}}을 생각하자. {\displaystyle a_{n}={\frac {2^{n}n!}{n^{n}}}}이라고 하자. 그렇다면,
{\displaystyle L=\lim _{n\to \infty }{\frac {a_{n+1}}{a_{n}}}=\lim _{n\to \infty }\left({\frac {2^{n+1}(n+1)!}{(n+1)^{n+1}}}\cdot {\frac {n^{n}}{2^{n}n!}}\right)=\lim _{n\to \infty }{\frac {2}{(1+1/n)^{n}}}={\frac {2}{\mathrm {e} }}<1}
이다. 비 판정법에 의하여, 이 급수는 수렴한다.
급수 {\displaystyle \sum _{n=0}^{\infty }\left({\frac {100\cdot (100-1)\cdot \cdots \cdot (100-n+1)}{n!}}\cdot {\frac {1}{2^{n}}}\right)}를 생각하자. 이는 양의 실수 항의 급수가 아니지만, 비 판정법을 사용하여 절대 수렴 여부를 판단할 수 있다. {\displaystyle a_{n}={\frac {100\cdot (100-1)\cdot \cdots \cdot (100-n+1)}{n!}}\cdot {\frac {1}{2^{n}}}}이라고 하자. 그렇다면,
{\displaystyle L=\lim _{n\to \infty }{\frac {|a_{n+1}|}{|a_{n}|}}=\lim _{n\to \infty }\left|{\frac {100\cdot (100-1)\cdot \cdots \cdot (100-n)}{(n+1)!}}\cdot {\frac {1}{2^{n+1}}}\cdot {\frac {n!}{100\cdot (100-1)\cdot \cdots \cdot (100-n+1)}}\cdot {2^{n}}\right|=\lim _{n\to \infty }{\frac {n-100}{2(n+1)}}={\frac {1}{2}}<1}
비 판정법에 의하여, 이 급수는 절대 수렴하며, 특히 수렴한다.

### 발산급수
급수 {\displaystyle \sum _{n=1}^{\infty }{\frac {2^{n}}{n}}}을 생각하자. {\displaystyle a_{n}={\frac {2^{n}}{n}}}이라고 하자. 그렇다면,
{\displaystyle L=\lim _{n\to \infty }{\frac {a_{n+1}}{a_{n}}}=\lim _{n\to \infty }\left({\frac {2^{n+1}}{n+1}}\cdot {\frac {n}{2^{n}}}\right)=\lim _{n\to \infty }{\frac {2n}{n+1}}=2>1}
이다. 비 판정법에 의하여, 이 급수는 발산한다.
급수 {\displaystyle \sum _{n=1}^{\infty }{\frac {3^{n}n!}{n^{n}}}}을 생각하자. {\displaystyle a_{n}={\frac {3^{n}n!}{n^{n}}}}이라고 하자. 그렇다면,
{\displaystyle L=\lim _{n\to \infty }{\frac {a_{n+1}}{a_{n}}}=\lim _{n\to \infty }\left({\frac {3^{n+1}(n+1)!}{(n+1)^{n+1}}}\cdot {\frac {n^{n}}{3^{n}n!}}\right)=\lim _{n\to \infty }{\frac {3}{(1+1/n)^{n}}}={\frac {3}{\mathrm {e} }}>1}
이다. 비 판정법에 의하여, 이 급수는 발산한다.
급수 {\displaystyle \sum _{n=0}^{\infty }1}을 생각하자. 자명하게 {\displaystyle L=1}이다. 하지만 {\displaystyle a_{n}=1}이라고 하였을 때, 충분히 큰 {\displaystyle n}에 대하여 {\displaystyle {\frac {a_{n}}{a_{n+1}}}\geq 1}이다. 따라서 비 판정법의 더 일반적인 형태에 의하여, 이 급수는 발산한다. 사실, 비 판정법을 사용하지 않더라도, 이 급수의 항이 0으로 수렴하지 않음은 자명하므로, 급수가 발산함은 자명하다.

## 라베 판정법

### 정의와 증명
양의 실수 항 급수 {\displaystyle \sum _{n=0}^{\infty }a_{n}}가 주어졌다고 하자 ({\displaystyle a_{n}>0\forall n\geq 0}). 라베 판정법(영어: Raabe’s test)에 따르면, 다음이 성립한다.
- 만약 {\displaystyle s=\liminf _{n\to \infty }n\left({\frac {a_{n}}{a_{n+1}}}-1\right)>1}이라면, {\displaystyle \sum _{n=0}^{\infty }a_{n}}은 수렴한다.
- 만약 {\displaystyle s'=\limsup _{n\to \infty }n\left({\frac {a_{n}}{a_{n+1}}}-1\right)<1}이라면, {\displaystyle \sum _{n=0}^{\infty }a_{n}}은 발산한다.

만약 {\displaystyle R<1}이라면 {\displaystyle s=\infty }이며, 만약 {\displaystyle r>1}이라면 {\displaystyle s'=-\infty }이다. 따라서 라베 판정법은 비 판정법을 일반화한다. 라베 판정법은 급수 {\displaystyle \sum _{n=1}^{\infty }{\frac {1}{n^{t}}}}의, {\displaystyle t\in \mathbb {R} }에 따른 수렴 여부에 기반한다. 이 급수는 {\displaystyle t>1}일 때 수렴하며, {\displaystyle t\leq 1}일 때 발산한다. (이는 코시 응집 판정법이나 적분 판정법을 통하여 보일 수 있다.) 두 번째 명제에서, {\displaystyle s'<1}을 다음 조건으로 약화하여도 명제가 성립한다. “충분히 큰 {\displaystyle n}에 대하여, {\displaystyle n\left({\frac {a_{n}}{a_{n+1}}}-1\right)\leq 1}.”
증명:
임의의 {\displaystyle t>u>1}이 주어졌을 때, 어떤 {\displaystyle \epsilon _{t,u}>0} 및 임의의 {\displaystyle 0\leq x<\epsilon _{t,u}}에 대하여 다음 부등식이 성립한다.
{\displaystyle 1+tx\geq (1+x)^{u}}
이는
{\displaystyle f\colon [0,\infty )\to \mathbb {R} }
{\displaystyle f(x)=1+tx-(1+x)^{u}}
라고 하였을 때
{\displaystyle f(0)=0}
{\displaystyle f'(0)=t-u>0}
이며, {\displaystyle f'}이 연속 함수이기 때문이다.
만약 {\displaystyle s>t>u>1}이라면, 어떤 {\displaystyle N\geq 0} 및 임의의 {\displaystyle n\geq N}에 대하여
{\displaystyle {\frac {a_{n}}{a_{n+1}}}>1+{\frac {t}{n}}\geq \left(1+{\frac {1}{n}}\right)^{u}={\frac {(n+1)^{u}}{n^{u}}}}
이다. 즉,
{\displaystyle n^{u}a_{n}>(n+1)^{u}a_{n+1}}
이다. 따라서, 임의의 {\displaystyle n\geq N}에 대하여
{\displaystyle n^{u}a_{n}\leq (n-1)^{u}a_{n-1}\leq \cdots \leq N^{u}a_{N}}
이다. 즉,
{\displaystyle a_{n}\leq {\frac {N^{u}a_{N}}{n^{u}}}}
이다. 급수 {\displaystyle \sum _{n=1}^{\infty }{\frac {1}{n^{u}}}}가 수렴하므로, 비교 판정법에 따라 급수 {\displaystyle \sum _{n=0}^{\infty }a_{n}}은 수렴한다.
만약 {\displaystyle s'<1}이라면, 어떤 {\displaystyle N\geq 0} 및 임의의 {\displaystyle n\geq N}에 대하여
{\displaystyle {\frac {a_{n}}{a_{n+1}}}<1+{\frac {1}{n}}={\frac {n+1}{n}}}
이다. 즉,
{\displaystyle na_{n}<(n+1)a_{n+1}}
이다. 따라서, 임의의 {\displaystyle n\geq N}에 대하여
{\displaystyle na_{n}\geq (n-1)a_{n-1}\geq \cdots \geq Na_{N}}
이다. 즉,
{\displaystyle a_{n}\geq {\frac {Na_{N}}{n}}}
이다. 조화급수 {\displaystyle \sum _{n=1}^{\infty }{\frac {1}{n}}}은 발산하므로, 비교 판정법에 따라 급수 {\displaystyle \sum _{n=0}^{\infty }a_{n}}은 발산한다.

### 예
급수 {\displaystyle \sum _{n=1}^{\infty }{\frac {1}{n^{2}}}}를 생각하자. {\displaystyle a_{n}={\frac {(2n-1)!!}{(2n)!!}}}이라고 하자. 그렇다면,
{\displaystyle s=\lim _{n\to \infty }n\left({\frac {a_{n}}{a_{n+1}}}-1\right)=\lim _{n\to \infty }n\left({\frac {(n+1)^{2}}{n^{2}}}-1\right)=\lim _{n\to \infty }n\left({\frac {n^{2}+2n+1}{n^{2}}}-1\right)=\lim _{n\to \infty }{\frac {2n^{2}+n}{n^{2}}}=2>1}
이다. 라베 판정법에 따라, 이 급수는 수렴한다. (라베 판정법의 표준적인 증명은 이 급수가 수렴한다는 사실을 사용한다는 데 주의하자.) 적분 판정법이나 코시 응집 판정법을 사용할 수도 있다. 비 판정법이나 근 판정법으로는 이 급수의 수렴 여부를 알 수 없다.
급수 {\displaystyle \sum _{n=1}^{\infty }{\frac {(2n-1)!!}{(2n)!!}}}를 생각하자. {\displaystyle a_{n}={\frac {(2n-1)!!}{(2n)!!}}}이라고 하자. 그렇다면,
{\displaystyle s'=\lim _{n\to \infty }n\left({\frac {a_{n}}{a_{n+1}}}-1\right)=\lim _{n\to \infty }n\left({\frac {(2n-1)!!}{(2n)!!}}\cdot {\frac {(2n+2)!!}{(2n+1)!!}}-1\right)=\lim _{n\to \infty }n\left({\frac {2n+2}{2n+1}}-1\right)=\lim _{n\to \infty }{\frac {n}{2n+1}}={\frac {1}{2}}<1}
이다. 라베 판정법에 따라, 이 급수는 발산한다. 비 판정법이나 근 판정법으로는 이 급수의 수렴 여부를 알 수 없다.

## 베르트랑 판정법

### 정의와 증명
양의 실수 항 급수 {\displaystyle \sum _{n=0}^{\infty }a_{n}}가 주어졌다고 하자 ({\displaystyle a_{n}>0\forall n\geq 0}). 베르트랑 판정법(영어: Raabe’s test)에 따르면, 다음이 성립한다.
- 만약 {\displaystyle b=\liminf _{n\to \infty }\ln n\left(n\left({\frac {a_{n}}{a_{n+1}}}-1\right)-1\right)>1}이라면, {\displaystyle \sum _{n=0}^{\infty }a_{n}}은 수렴한다.
- 만약 {\displaystyle b'=\limsup _{n\to \infty }\ln n\left(n\left({\frac {a_{n}}{a_{n+1}}}-1\right)-1\right)<1}이라면, {\displaystyle \sum _{n=0}^{\infty }a_{n}}은 발산한다.

만약 {\displaystyle s>1}이라면, {\displaystyle b=\infty }이다. 만약 {\displaystyle s'<1}이라면, {\displaystyle b'=-\infty }이다. 따라서 베르트랑 판정법은 라베 판정법보다 강하다. 베르트랑 판정법의 본질은 주어진 급수를 급수 {\displaystyle \sum _{n=2}^{\infty }{\frac {1}{n\ln ^{t}n}}} ({\displaystyle t\in \mathbb {R} })와 비교하는 것이다. 이 급수는 {\displaystyle t>1}일 때 수렴하며, {\displaystyle t\leq 1}일 때 발산한다. (이는 적분 판정법을 통하여 보일 수 있다.) 두 번째 명제에서, {\displaystyle b'<1} 조건은 “충분히 큰 {\displaystyle n}에 대하여 {\displaystyle \ln n\left(n\left({\frac {a_{n}}{a_{n+1}}}-1\right)-1\right)\leq 1}” 조건으로 약화할 수 있다.
증명:
라베 판정법의 증명에서 다음 사실을 증명하였다. 임의의 {\displaystyle t>u>1}이 주어졌을 때, 어떤 {\displaystyle \epsilon _{t,u}>0} 및 임의의 {\displaystyle 0\leq x<\epsilon _{t,u}}에 대하여 다음 부등식이 성립한다.
{\displaystyle 1+tx\geq (1+x)^{u}}
베르트랑 판정법의 증명은 다음 사실을 추가로 사용한다. 임의의 {\displaystyle x\geq 0}에 대하여, 다음 부등식이 성립한다.
{\displaystyle x\geq \ln(1+x)}
이는
{\displaystyle g\colon [0,\infty )\to \mathbb {R} }
{\displaystyle g(x)=x-\ln(1+x)}
라고 하였을 때
{\displaystyle g(0)=0}
{\displaystyle g'(x)=1-{\frac {1}{1+x}}\geq 0}
이기 때문이다.
만약 {\displaystyle b>t>u>1}이라면, 어떤 {\displaystyle N\geq 0} 및 임의의 {\displaystyle n\geq N}에 대하여
{\displaystyle {\begin{aligned}{\frac {a_{n}}{a_{n+1}}}&>1+{\frac {1}{n}}+{\frac {t}{n\ln n}}\\&\geq {\frac {1}{n}}+\left(1+{\frac {1}{n\ln n}}\right)^{u}\\&={\frac {1}{n}}+\left({\frac {n\ln n+1}{n\ln n}}\right)^{u}\\&={\frac {1}{n}}+\left({\frac {\ln n+1/n}{\ln n}}\right)^{u}\\&\geq {\frac {1}{n}}+\left({\frac {\ln n+\ln(1+1/n)}{\ln n}}\right)^{u}\\&={\frac {1}{n}}+\left({\frac {\ln(n+1)}{\ln n}}\right)^{u}\\&={\frac {1}{n}}+{\frac {\ln ^{u}(n+1)}{\ln ^{u}n}}\\&={\frac {\ln ^{u}(n+1)+n\ln ^{u}(n+1)}{n\ln ^{u}n}}\\&={\frac {(n+1)\ln ^{u}(n+1)}{n\ln ^{u}n}}\end{aligned}}}
이다. 급수 {\displaystyle \sum _{n=2}^{\infty }{\frac {1}{n\ln ^{u}n}}}이 수렴하므로, 비교 판정법에 따라 급수 {\displaystyle \sum _{n=0}^{\infty }a_{n}}은 수렴한다.
만약 {\displaystyle b'<1}이라면, 어떤 {\displaystyle N\geq 0} 및 임의의 {\displaystyle n\geq N}에 대하여
{\displaystyle {\begin{aligned}{\frac {a_{n}}{a_{n+1}}}&<1+{\frac {1}{n}}+{\frac {1}{n\ln n}}\\&={\frac {(n+1)\ln n+1}{n\ln n}}\\&\leq {\frac {(n+1)\ln n+n\ln(1+1/n)}{n\ln n}}\\&<{\frac {(n+1)\ln n+(n+1)\ln(1+1/n)}{n\ln n}}\\&={\frac {(n+1)\ln(n+1)}{n\ln n}}\end{aligned}}}
이다. 급수 {\displaystyle \sum _{n=2}^{\infty }{\frac {1}{n\ln n}}}이 발산하므로, 비교 판정법에 따라 급수 {\displaystyle \sum _{n=0}^{\infty }a_{n}}은 발산한다.

### 예
급수 {\displaystyle \sum _{n=1}^{\infty }(-1)^{n-1}{\frac {1}{n}}}를 생각하자. 이는 양의 항의 급수가 아니지만, 베르트랑 판정법을 사용하여 절대 수렴 여부를 판단할 수 있다. {\displaystyle a_{n}=(-1)^{n-1}{\frac {1}{n}}}이라고 하자. 그렇다면,
{\displaystyle b'=\lim _{n\to \infty }\ln n\left(n\left({\frac {|a_{n}|}{|a_{n+1}|}}-1\right)-1\right)=\lim _{n\to \infty }\ln n\left(n\left({\frac {n+1}{n}}-1\right)-1\right)=\lim _{n\to \infty }\ln n\left(n\cdot {\frac {1}{n}}-1\right)=0<1}
이다. 베르트랑 판정법에 따라, 이 급수는 절대 수렴하지 않는다. (이 사실은 베르트랑 판정법의 증명에서 사용된다.) 이 급수는 양의 항의 급수가 아니므로, 수렴 여부를 판단하려면 다른 방법을 사용해야 한다. 교대급수 판정법에 따라, 이 급수는 수렴한다. 즉, 이 급수는 조건 수렴한다. 비 판정법이나 근 판정법 또는 라베 판정법으로는 이 급수의 절대 수렴 여부를 알 수 없다.
급수 {\displaystyle \sum _{n=1}^{\infty }\left({\frac {(2n-1)!!}{(2n)!!}}\right)^{2}}를 생각하자. {\displaystyle a_{n}=\left({\frac {(2n-1)!!}{(2n)!!}}\right)^{2}}이라고 하자. 그렇다면,
{\displaystyle {\begin{aligned}b'&=\lim _{n\to \infty }\ln n\left(n\left({\frac {a_{n}}{a_{n+1}}}-1\right)-1\right)\\&=\lim _{n\to \infty }\ln n\left(n\left({\frac {(2n-1)!!^{2}}{(2n)!!^{2}}}\cdot {\frac {(2n+2)!!^{2}}{(2n+1)!!^{2}}}-1\right)-1\right)\\&=\lim _{n\to \infty }\ln n\left(n\left({\frac {(2n+2)^{2}}{(2n+1)^{2}}}-1\right)-1\right)\\&=\lim _{n\to \infty }\ln n\left(n\left({\frac {4n^{2}+8n+4}{4n^{2}+4n+1}}-1\right)-1\right)\\&=\lim _{n\to \infty }\ln n\left({\frac {4n^{2}+3n}{4n^{2}+4n+1}}-1\right)\\&=\lim _{n\to \infty }-{\frac {(n+1)\ln n}{4n^{2}+4n+1}}\\&=0\\&<1\end{aligned}}}
이다. 베르트랑 판정법에 따라, 이 급수는 발산한다. 사실, {\displaystyle s=s'=1}이지만, 충분히 큰 {\displaystyle n}에 대하여 {\displaystyle n\left({\frac {a_{n}}{a_{n+1}}}-1\right)\leq 1}이다. 따라서 베르트랑 판정법 대신 라베 판정법의 약간 더 일반적인 형태를 사용하여도 좋다.

## 쿠머 판정법
양의 실수 항 급수 {\displaystyle \sum _{n=0}^{\infty }a_{n}}가 주어졌다고 하자 ({\displaystyle a_{n}>0\forall n\geq 0}). 쿠머 판정법(영어: Kummer’s test)에 따르면, 다음 두 조건이 서로 필요충분조건이다.:Theorem, (1)
- {\displaystyle \sum _{n=0}^{\infty }a_{n}}은 수렴한다.
- 어떤 양의 실수의 수열 {\displaystyle (b_{n})_{n=0}^{\infty }} ({\displaystyle b_{n}>0\forall n\geq 0})에 대하여, {\displaystyle \liminf _{n\to \infty }\left(b_{n}{\frac {a_{n}}{a_{n+1}}}-b_{n+1}\right)>0}

마찬가지로, 다음 두 조건이 서로 필요충분조건이다.:Theorem, (2)
- {\displaystyle \sum _{n=0}^{\infty }a_{n}}은 발산한다.
- 어떤 양의 실수의 수열 {\displaystyle (b_{n})_{n=0}^{\infty }} ({\displaystyle b_{n}>0\forall n\geq 0})에 대하여, {\displaystyle \sum _{n=0}^{\infty }{\frac {1}{b_{n}}}}은 발산하며, 모든 {\displaystyle n}에 대하여 {\displaystyle \limsup _{n\to \infty }\left(b_{n}{\frac {a_{n}}{a_{n+1}}}-b_{n+1}\right)<0}

증명 (충분성):
만약 {\displaystyle (b_{n})_{n=0}^{\infty }}이 양의 실수의 수열이며 {\displaystyle \liminf _{n\to \infty }\left(b_{n}{\frac {a_{n}}{a_{n+1}}}-b_{n+1}\right)>\epsilon >0}이라면, 어떤 {\displaystyle N\geq 0} 및 임의의 {\displaystyle n\geq N}에 대하여
{\displaystyle b_{n}a_{n}-b_{n+1}a_{n+1}>\epsilon a_{n+1}>0}
이다. 따라서 {\displaystyle (b_{n}a_{n})_{n=N}^{\infty }}은 양의 실수로 구성된 감소 수열이며, 특히 수렴한다. 양의 실수 항 급수 {\displaystyle \sum _{n=0}^{\infty }(b_{n}a_{n}-b_{n+1}a_{n+1})}을 생각하자. 이 급수의 부분합은
{\displaystyle \sum _{k=0}^{n}(b_{k}a_{k}-b_{k+1}a_{k+1})=b_{0}a_{0}-b_{n+1}a_{n+1}}
이다. 따라서 이 급수는 수렴한다. {\displaystyle b_{n}a_{n}-b_{n+1}a_{n+1}>\epsilon a_{n+1}}이므로, 비교 판정법에 의하여 {\displaystyle \sum _{n=0}^{\infty }a_{n}} 역시 수렴한다.
만약 {\displaystyle (b_{n})_{n=0}^{\infty }}이 양의 실수의 수열이며, {\displaystyle \sum _{n=0}^{\infty }{\frac {1}{b_{n}}}}이 발산하며, {\displaystyle \limsup _{n\to \infty }\left(b_{n}{\frac {a_{n}}{a_{n+1}}}-b_{n+1}\right)<0}이라면, 어떤 {\displaystyle N\geq 0} 및 임의의 {\displaystyle n\geq N}에 대하여
{\displaystyle b_{n}a_{n}-b_{n+1}a_{n+1}<0}
이다. 따라서, 임의의 {\displaystyle n\geq N}에 대하여
{\displaystyle b_{n}a_{n}\geq b_{n-1}a_{n-1}\geq \cdots \geq b_{N}a_{N}}
이다. 즉,
{\displaystyle a_{n}\geq {\frac {b_{N}a_{N}}{b_{n}}}}
이다. 비교 판정법에 의하여 {\displaystyle \sum _{n=0}^{\infty }a_{n}}은 발산한다.
증명 (필요성):
만약 양의 실수 항 급수 {\displaystyle \sum _{n=0}^{\infty }a_{n}}이 수렴한다면,
{\displaystyle b_{n}={\frac {\sum _{i=n+1}^{\infty }a_{n}}{a_{n}}}\qquad (n\geq 0)}
은 양의 실수의 수열이며, 임의의 {\displaystyle n\geq 0}에 대하여
{\displaystyle b_{n}\cdot {\frac {a_{n}}{a_{n+1}}}-b_{n+1}={\frac {\sum _{i=n+1}^{\infty }a_{n}}{a_{n+1}}}-{\frac {\sum _{i=n+2}^{\infty }a_{n}}{a_{n+1}}}={\frac {a_{n+1}}{a_{n+1}}}=1}
이다.
만약 양의 실수 항 급수 {\displaystyle \sum _{n=0}^{\infty }a_{n}}이 발산한다면,
{\displaystyle b_{n}={\frac {\sum _{i=0}^{n}a_{i}}{a_{n}}}\qquad (n\geq 0)}
은 양의 실수의 수열이며, 임의의 {\displaystyle n\geq 0}에 대하여
{\displaystyle b_{n}\cdot {\frac {a_{n}}{a_{n+1}}}-b_{n+1}={\frac {\sum _{i=0}^{n}a_{i}}{a_{n+1}}}-{\frac {\sum _{i=0}^{n+1}a_{i}}{a_{n+1}}}=-{\frac {a_{n+1}}{a_{n+1}}}=-1}
이다. 이제, {\displaystyle \sum _{n=0}^{\infty }{\frac {1}{b_{n}}}=\infty }임을 보이는 일만 남았다. 임의의 {\displaystyle N\geq 0}이 주어졌을 때 어떤 {\displaystyle n_{N}\geq N}에 대하여 
{\displaystyle \sum _{i=N}^{n_{N}}{\frac {1}{b_{i}}}>{\frac {1}{2}}}
임을 보이면 충분하다. (그렇다면 급수의 부분합은 코시 열이 아니며, 따라서 이 급수는 발산한다.) 급수 {\displaystyle \sum _{n=0}^{\infty }a_{n}}이 발산하므로, 임의의 {\displaystyle N\geq 0}이 주어졌을 때 어떤 {\displaystyle n_{N}\geq N}에 대하여
{\displaystyle \sum _{i=N}^{n_{N}}a_{i}\geq \sum _{i=0}^{N-1}a_{i}}
이다. 따라서
{\displaystyle \sum _{i=N}^{n_{N}}{\frac {1}{b_{i}}}=\sum _{i=N}^{n_{N}}{\frac {a_{i}}{a_{0}+a_{1}+\cdots +a_{i}}}\geq {\frac {a_{N}+a_{N+1}+\cdots +a_{n_{N}}}{a_{0}+a_{1}+\cdots +a_{n_{N}}}}\geq {\frac {1}{2}}}
이다.
쿠머 판정법의 몇 가지 특수한 경우는 다음과 같다.
| {\displaystyle b_{n}}        | 수렴 판정법     |
| ---------------------------- | --------------- |
| {\displaystyle b_{n}=1}      | 비 판정법       |
| {\displaystyle b_{n}=n}      | 라베 판정법     |
| {\displaystyle b_{n}=n\ln n} | 베르트랑 판정법 |

다른 판정법과 달리, 쿠머 판정법은 양의 항의 급수가 수렴·발산할 필요충분조건을 제시하며, 모든 급수에 대하여 유효하다. 하지만 쿠머 판정법은 적절한 {\displaystyle (b_{n})_{n=0}^{\infty }}을 찾는 방법을 제공하지 않는다. 또한, 모든 급수에 대하여 유효한 하나의 {\displaystyle (b_{n})_{n=0}^{\infty }}은 존재하지 않는다. 구체적으로, 임의의 양의 실수 항 수렴급수 {\displaystyle \sum _{n=0}^{\infty }x_{n}}에 대하여, {\displaystyle \lim _{n\to \infty }{\frac {y_{n}}{x_{n}}}=\infty }인 양의 실수 항 수렴급수 {\displaystyle \sum _{n=0}^{\infty }y_{n}}가 존재하며, 또한 임의의 양의 실수 항 발산급수 {\displaystyle \sum _{n=0}^{\infty }x_{n}}에 대하여, {\displaystyle \lim _{n\to \infty }{\frac {y_{n}}{x_{n}}}=0}인 양의 실수 항 발산급수 {\displaystyle \sum _{n=0}^{\infty }y_{n}}가 존재한다.

## 역사
비 판정법은 장 르 롱 달랑베르가 처음 발표하였다. 쿠머 판정법(의 충분성 부분)은 1835년에 에른스트 쿠머가 제시하였다. 이후 반 세기 동안 수 차례 재발견되었으며, 최초의 발견자에 대하여 논란이 일었다.

## 같이 보기
- 근 판정법